# Малая Тава
Малая Тава — деревня в Усть-Ишимском районе Омской области. Входит в состав Большетавинского сельского поселения.

## История
Основана в 1858 году. В 1928 года состояла из 110 хозяйств, основное население — русские. Центр Малотавинского сельсовета Усть-Ишимского района Тарского округа Сибирского края.

## Население
| 1926 | 2010 |
| ---- | ---- |
| 587  | ↘1   |

На данный момент деревня полностью вымерла